# 秀水街道 (承德市)
秀水街道是中华人民共和国河北省承德市双滦区下辖的一个街道办事处。

## 行政区划
秀水街道下辖以下村级行政区划单位：
锦绣城社区、万和城社区、福溪帝苑社区、输送机社区、平安社区、宝鼎社区、欢乐江山社区。